# London Transport Museum
Il London Transport Museum (LTM; Museo dei trasporti di Londra) è un museo dedicato ai trasporti a Londra, capitale del Regno Unito. È ritenuto uno dei più importanti musei di questo genere al mondo, vantando il più ricco e pregevole patrimonio di veicoli e documenti a carattere trasportistico in Europa.
Ubicato nel distretto londinese di Covent Garden, la sede del museo si trova all'interno di un edificio, costruito nel 1670, che anticamente ospitava il mercato dei fiori. La struttura museale dispone anche di un deposito, situato nel paese di Acton, aperto solo in determinate occasioni.

## Storia

### Il mercato dei fiori
William Russell, I duca di Bedford istituì nel 1670 un mercato di «frutta, fiori, radici ed erbe» a Covent Garden. Progressivamente, gli edifici lignei in cui avveniva la vendita occuparono tutta la piazza.
Con la crescita demografica londinese, avvenuta verso la metà del XIX secolo, il mercato crebbe di importanza, tanto che divenne la sede principale cittadina di vendita di fiori, frutta e verdura. Fu in questo periodo che le bancarelle furono rimpiazzate da strutture permanenti. Tra queste, nel 1871 William Rogers progettò l'edificio del Mercato dei Fiori, riutilizzato nel 1980 per il nascente museo dei trasporti di Londra. Nel 1974, infatti, il mercato era stato trasferito nella località di Nine Elms, localizzata a sud del fiume Tamigi.

### La collezione storica e la realizzazione del museo

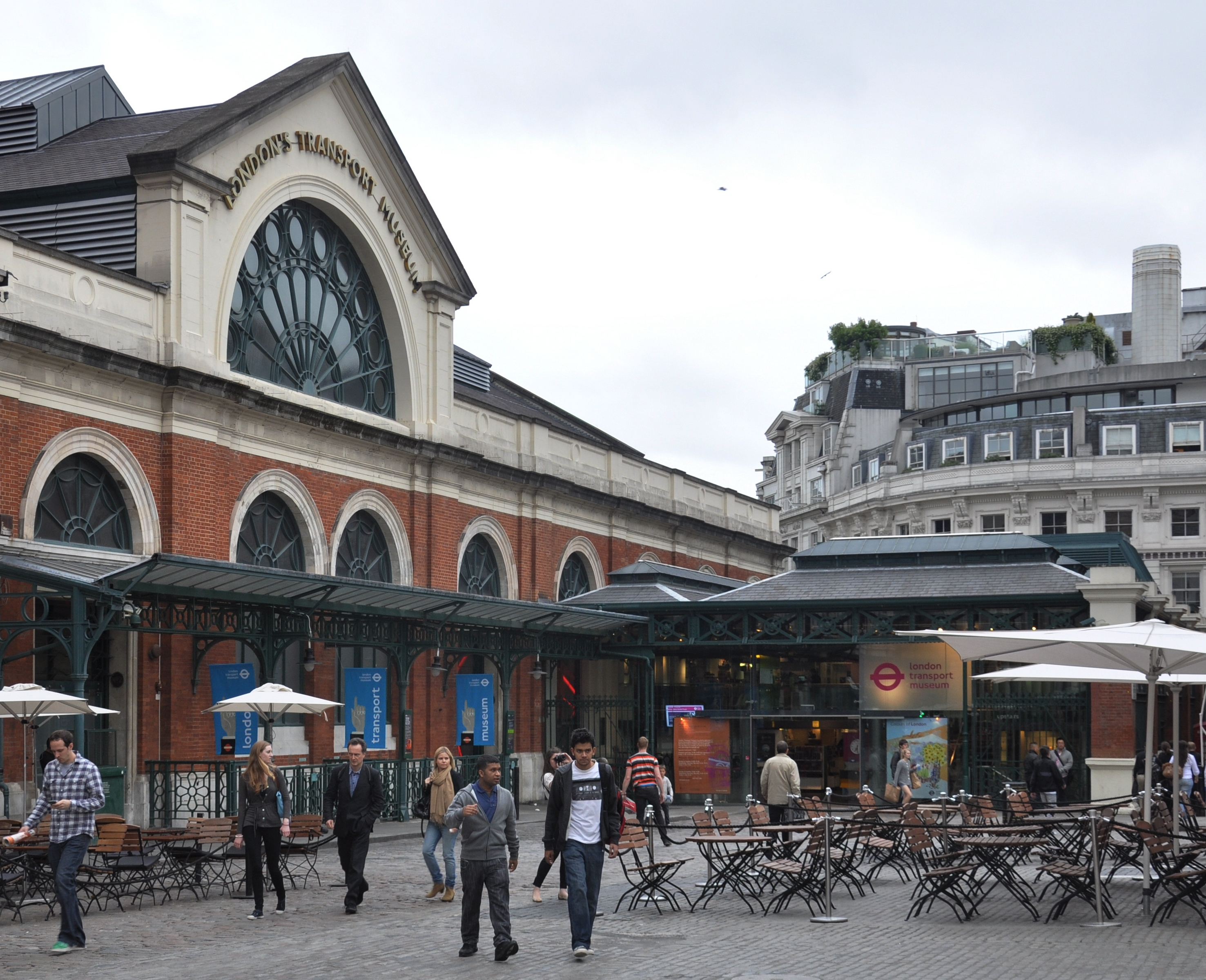
Il London Transport Museum: la luce filtra abbondante dall'ampio finestrone su cui poggia la tettoia.

Il London Transport Museum, prima di assumere l'odierno aspetto, ha subìto una lunga serie di metamorfosi.

I pezzi più antichi della collezione furono raccolti all'inizio del XX secolo dalla London General Omnibus Company (LGOC), che conservò due omnibus ed un autobus quando vennero ritirati dal servizio. Quando la LGOC fu rilevata London Electric Railway (LER), la collezione si arricchì di veicoli ferroviari. Continuò ad espandersi quando la LER divenne parte del London Passenger Transport Board negli anni trenta e successivamente, passando attraverso vari proprietari, è giunta alla Transport for London, gestore dei trasporti londinesi dal 2000.

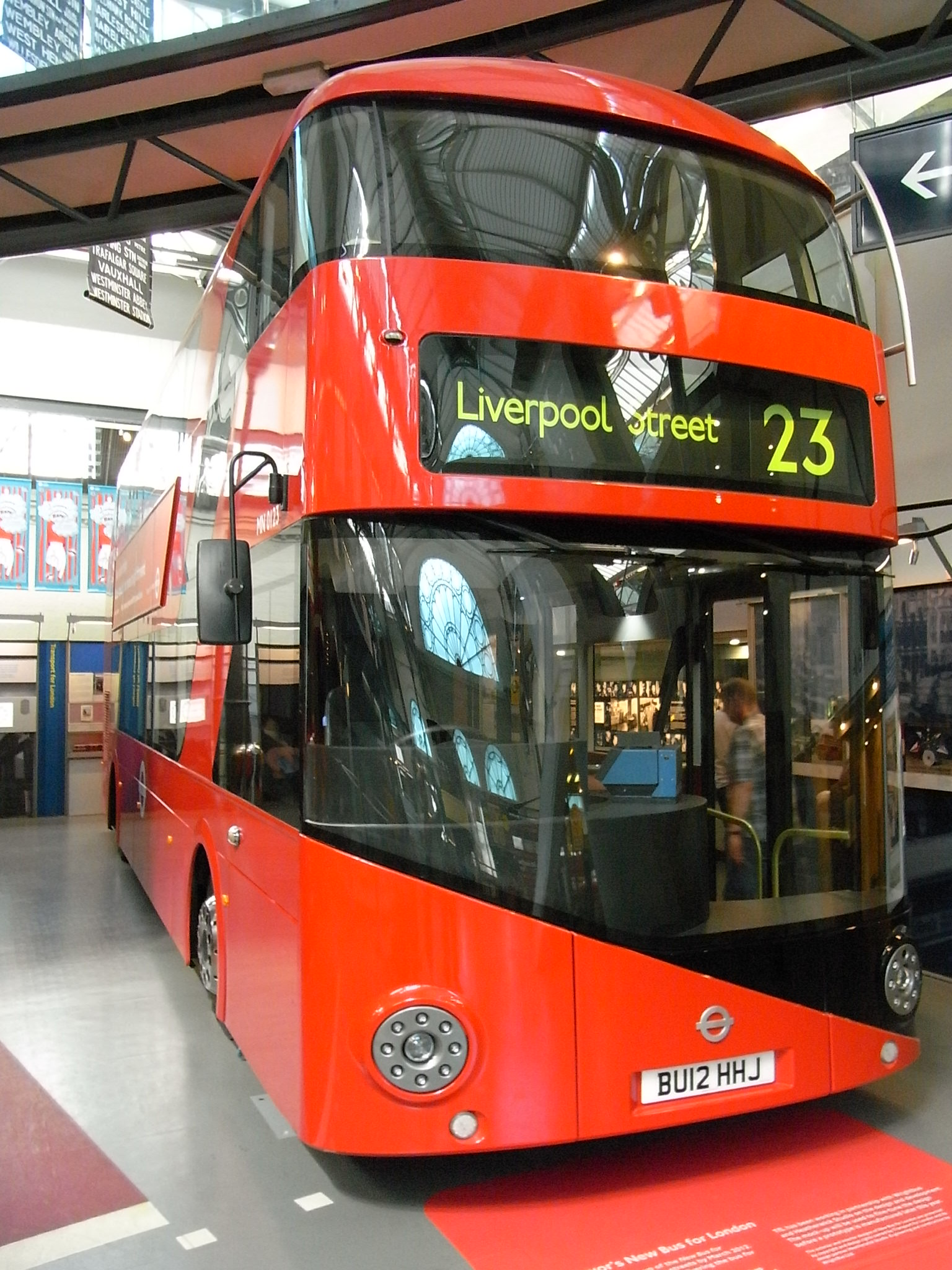
Uno dei nuovi autobus Routemaster entrati in servizio nel 2012.

La collezione è stata esposta per la prima volta presso il Museum of British Transport dal 1963, anno della sua fondazione, al 1972. L'edificio che ospitava il museo era situato nel piccolo distretto di Clapham, nel sud di Londra.
Successivamente, nel 1973, la collezione è stata spostata in un edificio della zona di Syon Park, nell'ovest londinese, dove è rimasta in esposizione fino al 1977. Inoltre, il museo che la ospitava in quegli anni era stato ridenominato «London Transport Collection». Nel 1980 il museo è stato spostato nella sede di Covent Garden e rinominato «London Transport Museum», sua attuale denominazione.
Il 4 settembre 2005 il museo è stato chiuso al pubblico per subire un intervento di rinnovamento e riprogettazione che è costato, complessivamente, ventidue milioni di sterline. Il progetto è stato formalizzato dall'architetto britannico Bryan Avery, membro degli Avery Associates Architects. Avery ha rinnovato il museo, ampliandone gli ambienti che così hanno potuto ospitare un maggior numero di installazioni.
Il museo è stato riaperto al pubblico il 22 novembre 2007: vi furono parecchi elogi dagli organi comunali, con particolare riferimento alla qualità degli oggetti esposti e alla buona riuscita degli interventi apportati.

## Struttura
Il London Transport Museum ha sede in un edificio vittoriano, che - come già accennato - accoglieva il mercato floreale ed ortofrutticolo rionale. Il complesso, in ferro battuto, presenta ampie finestre semicircolari e si struttura in tre piani.
Si può accedere al primo piano tramite l'entrata principale, che dà sulla piazza di Covent Garden e conduce anche al negozio e al World City Walk, ovvero una larga galleria illuminata da diverse luci al neon e dotata di numerosi schermi su cui vengono proiettati alcuni cortometraggi riguardanti i trasporti londinesi.
Percorrendo l'androne che ha inizio presso il World City Walk si accede alla sala più settentrionale del primo piano, dedicata ai trasporti di superficie del Novecento.
Procedendo, si ha accesso a un grande locale laterale. Di quest'ultimo il frammento settentrionale è dedicato alle esposizioni; quello meridionale, invece, è occupato dai veicoli più avveniristici dei trasporti londinesi, tra i quali figura il noto Boris Bus.
Ritornando indietro nel salone, che approfondisce i veicoli del Novecento, e dirigendosi verso sud si entra, invece, in un'area divisa in più locali, dedicati alla metropolitana di Londra e ai trasporti londinesi durante il secondo conflitto mondiale.
Dal primo piano si può accedere, grazie ad apposite scalinate, sia alla prima sia alla seconda piattaforma del museo.
Il secondo piano è di dimensioni molto più ridotte rispetto al primo: esso ospita esclusivamente un salone dedicato alle carrozze a vapore, largamente utilizzate nella capitale inglese alla fine dell'Ottocento, e una stanza di svago per i bambini.
Infine il terzo e ultimo piano approfondisce gli aspetti riguardanti l'evoluzione urbanistica e demografica della città di Londra nel XX secolo.

## Collezione

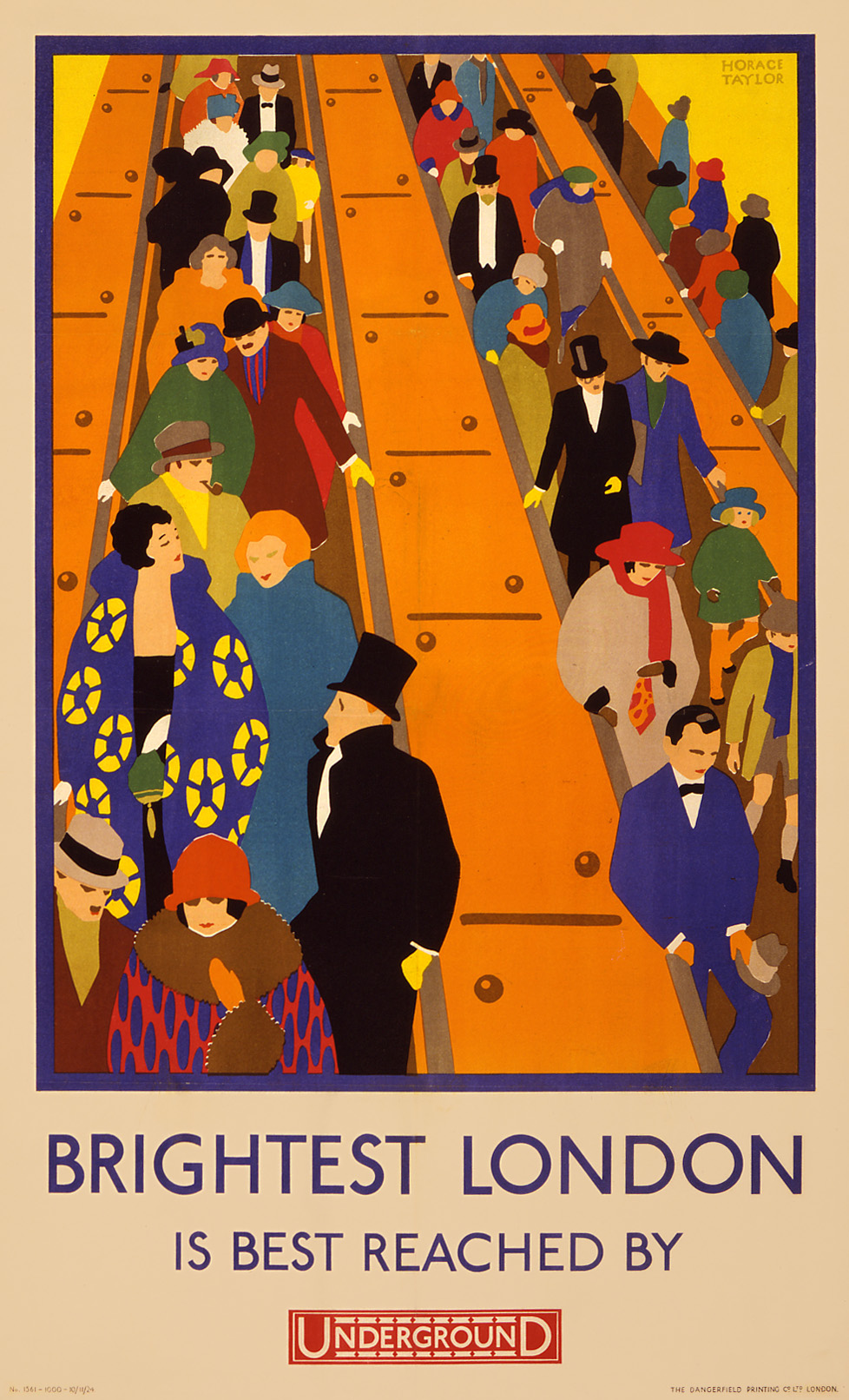
«Una Londra migliore si può raggiungere meglio con la metropolitana», un poster stampato nel 1924 che raffigura persone vestite con abiti dai colori sgargianti scendere dalle scale mobili della metropolitana di Londra.

### Poster e manifesti
Il museo, che dispone di una collezione comprendente più di cinquemila poster e circa settecento artwork originali, possiede uno dei più grandi archivi di poster nel mondo.
A tal proposito è stato fatto largo uso dei poster sia alla fine del XIX secolo, quando Frank Pick esordì come amministratore e grafico, sia durante la prima guerra mondiale per scopi propagandistici. I manifesti hanno raggiunto, tuttavia, il loro periodo d'oro negli anni venti e trenta, ossia quando numerosi artisti famosi produssero svariate locandine basandosi su correnti come il futurismo o il cubismo.
Nel museo è comunque conservata anche la nota litografia The Great Bear, prodotta da Simon Patterson nel 1992.

### Galleria d'immagini
Il museo dispone anche di un vasto archivio fotografico, che ben illustra la storia della capitale britannica dal 1860 in poi.
L'archivio comprende più di 150.000 immagini in bianco e nero: tutte presentano una breve didascalia e la data e il luogo in cui sono state scattate.

### Film
Molto spesso per pubblicizzare i mezzi di trasporto londinesi si è fatto ricorso, sin dal XX secolo, a brevi cortometraggi.
Successivamente, durante gli anni sessanta, sono stati prodotti anche documentari sul sistema dei trasporti pubblici londinesi, diventato famoso in tutto il mondo tanto per l'efficienza quanto per l'estensione.

### Veicoli

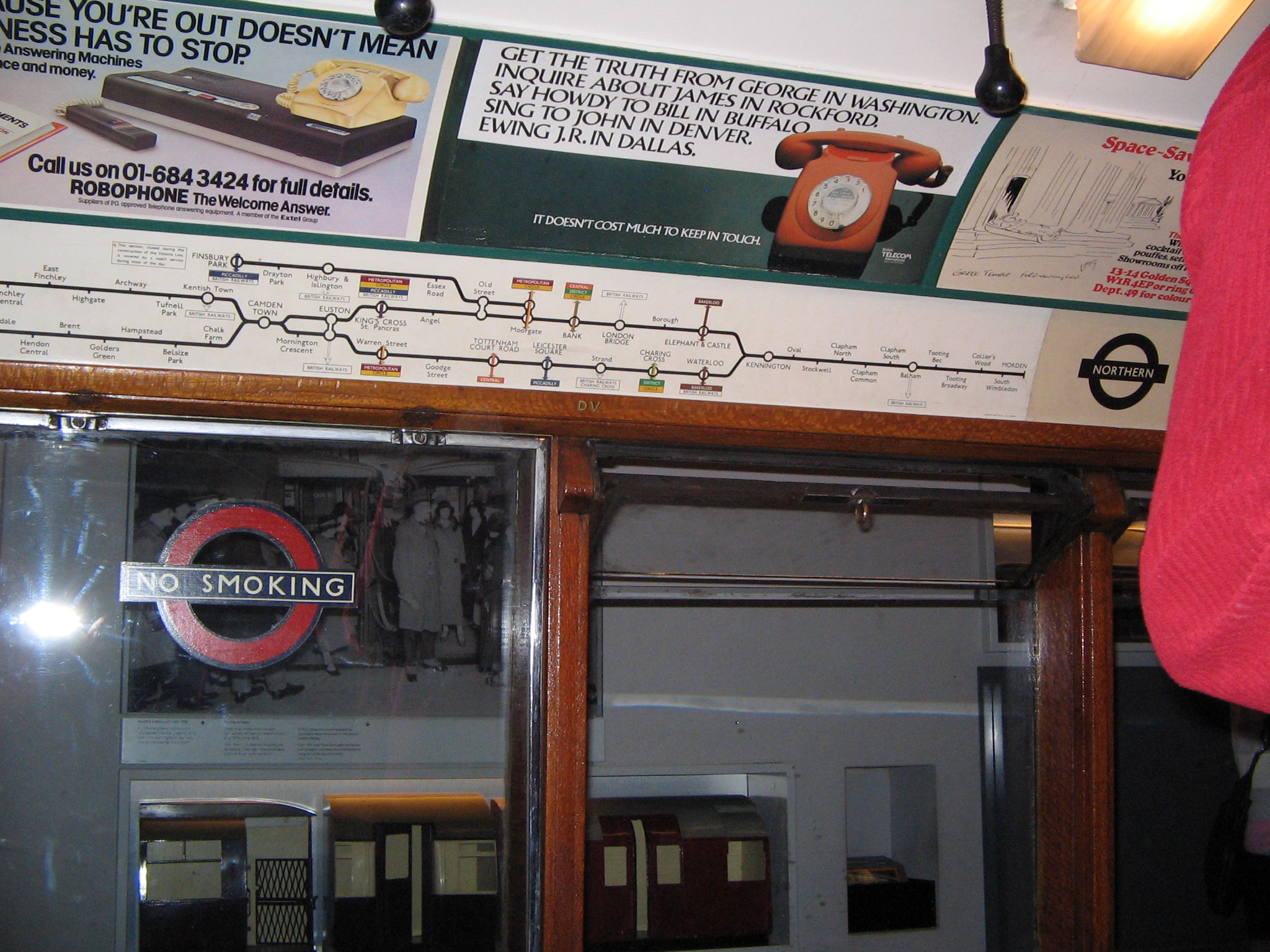
L'interno di un convoglio della Northern line: sulla mappa è visibile anche la Northern City Line, una volta parte della rete metropolitana.

Nel London Transport Museum sono custoditi venti veicoli, grazie ai quali è possibile rappresentare un'immaginaria linea del tempo dei trasporti londinesi.
Gli omnibus erano particolarmente diffusi nella Londra di inizio Ottocento. Questi non erano altro che carrozze trainate da cavalli, appannaggio quasi esclusivamente dei benestanti e dei nobili (essendo questo mezzo di trasporto piuttosto costoso).
Con il tramonto degli omnibus, Londra conobbe durante il Novecento l'ascesa degli autobus e dei treni. Questi ultimi si possono considerare anche oggi vere e proprie icone nazionali, essendo probabilmente i mezzi di trasporto più conosciuti al mondo. Il tipico bus londinese del XX secolo era l'AEC Routemaster, a due piani, con motore anteriore e piattaforma posteriore aperta. Sono altresì noti i convogli della metropolitana, con la loro caratteristica livrea bianca, blu e rossa.
Nel Novecento hanno prosperato anche le black cabs, i taxi londinesi ampiamente pubblicizzati da cinema e televisione.
Il deposito dedica spazi espositivi anche alla Londra del futuro, presentando mezzi di trasporto innovativi come il cosiddetto Boris Bus.
Di seguito un elenco dei veicoli esposti nella sede centrale:
| Mezzo di trasporto                                   | Lunghezza (in mm) | Altezza (in mm) | Numero di riferimento |
| ---------------------------------------------------- | ----------------- | --------------- | --------------------- |
| Portantina                                           | 755               | 1630            | 2006/6312             |
| Omnibus di Shillibeer                                | 2450              | 2850            | 1981/524 part 0       |
| Omnibus di Tilling                                   | 2100              | 3000            | 1981/525              |
| Tram a cavalli                                       | 2130              | 3200            | 1981/533 part 0       |
| Locomotiva della Metropolitan Railway (MR)           | 2600              | 3850            | 1981/535              |
| Carrozza ferroviaria della MR                        | 2840              | 3710            | 1981/539 part 0       |
| Locomotiva della MR                                  | 2700              | 3850            | 1981/537 part 0       |
| Elettrotreno                                         | 2960              | 3750            | 1981/542 part 0       |
| Locomotiva della City & South London Railway (C&SLR) | 2120              | 2620            | 1991/18 part 0        |
| Carrozza ferroviaria della C&SLR                     | 2150              | 2700            | 1981/538              |
| Elettrotreno                                         | 2800              | 2900            | 1981/541 part 0       |
| Elettrotreno                                         | 1050              | 2230            | 1981/544              |
| Autobus                                              | 2083              | 3850            | 1981/514              |
| Tram elettrico                                       | 2159              | 4966            | 1981/531 part 0       |
| Filobus                                              | 2440              | 4735            | 1981/528 part 0       |
| Bicicletta FW Evans                                  | 480               | 1020            | 2004/18576            |
| Taxi                                                 | 1700              | 2000            | 2004/2001/1450 part 0 |
| Autobus                                              | 2280              | 3310            | 1982/30 part 0        |
| Autobus Routemaster                                  | 2430              | 4380            | 1991/23 part 0        |
| Autobus                                              | 2502              | 4420            | 1986/8                |

## Deposito

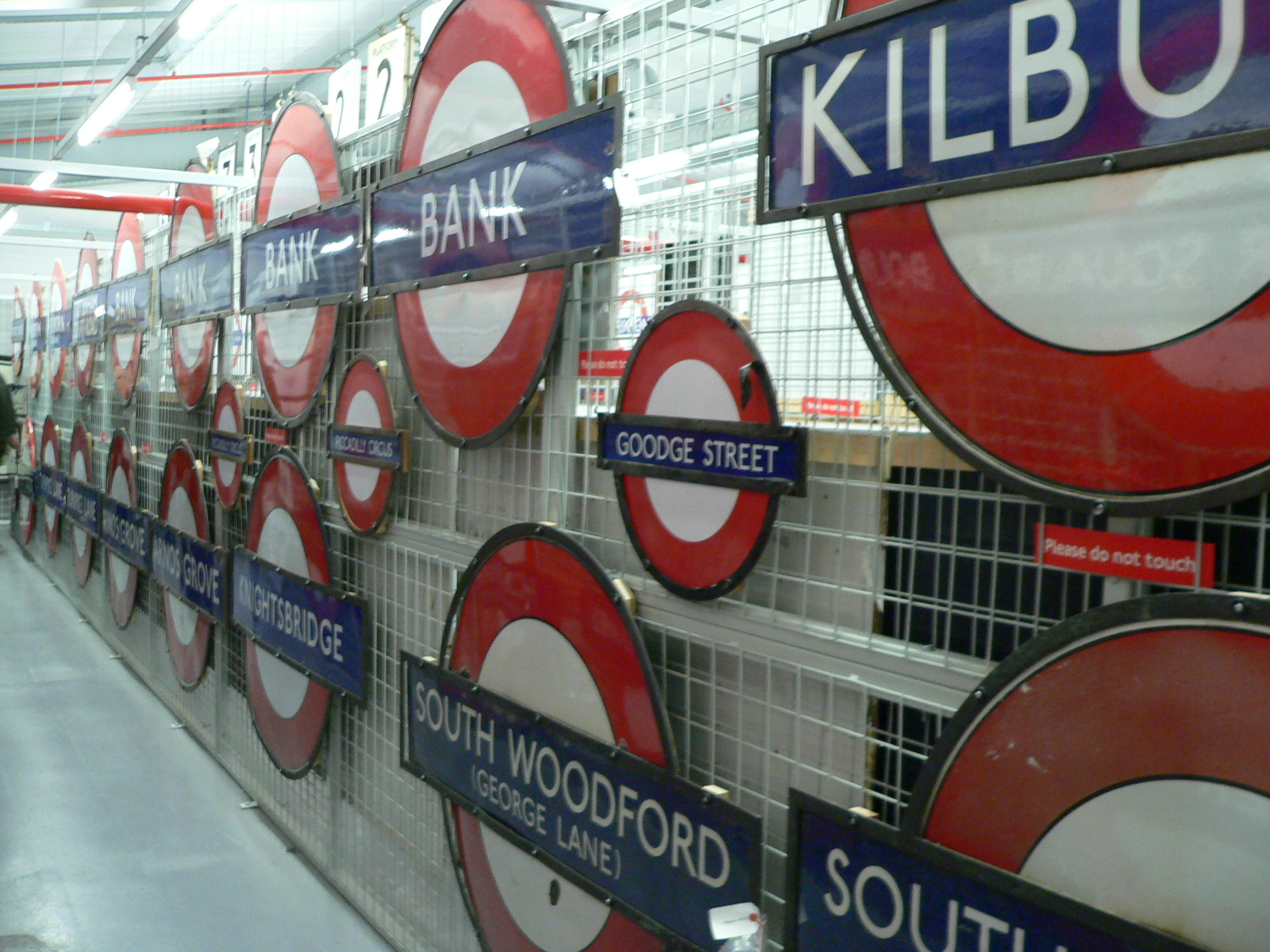
Segnaletica della metropolitana collocata nel London Transport Museum Depot.

Il London Transport Museum Depot, detto anche - più semplicemente - Museum Depot, contiene la maggior parte degli oggetti non conservati nella sede principale. Come già accennato, esso è aperto solo in determinati giorni.
Questa sede è grande circa seimila metri quadri e ospita una collezione che comprende 370.000 oggetti di tutti i tipi, tra poster, veicoli, stampe fotografiche ed altro; tale collezione fa del deposito, insieme al London Transport Museum, uno dei più importanti musei di trasporto urbano nel mondo.

## Biblioteca
Il London Transport Museum dispone anche di una biblioteca, a Wellington Street, accessibile previo appuntamento.
La biblioteca contiene 12.000 volumi, specializzati soprattutto sui trasporti a Londra e nelle altre città europee; in essa, inoltre, sono collocati anche 4.000 periodici (riviste e giornali), la maggior parte dei quali risale a quasi cento anni fa.
Nella biblioteca è possibile trovare, per altro, le collezioni librarie di Frank Pick, amministratore delegato della London Passenger Transport Board dal 1933 al 1940, (un'importante fonte a testimonianza della Londra di inizio Novecento), e dei fratelli Reinohl, che compilarono un intero album con fotografie e materiale riguardante i trasporti londinesi.

## Negozi

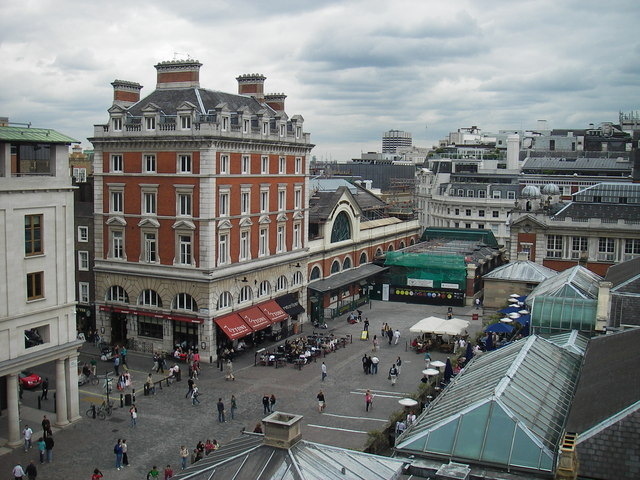
Foto aerea della piazza di Covent Garden, con il London Transport Museum sullo sfondo.

Il London Transport Museum dispone di un proprio negozio, accessibile subito dopo essere entrati nel museo,
dove è possibile trovare libri (che, naturalmente, hanno come argomento i trasporti londinesi), poster, souvenir e perfino articoli per la casa.
È possibile acquistare detti articoli anche online.

## Trasporti
È possibile raggiungere facilmente il London Transport Museum grazie alla stazione della metropolitana di Covent Garden (distante dal museo circa due minuti di cammino a piedi) oppure utilizzando le stazioni di Leicester Square o di Charing Cross.
Utilizzando i bus, invece, si può arrivare facilmente al museo utilizzando i mezzi passanti per Aldwych, ovvero quelli numerati 1, 4, 6, 9, 11, 13, 15, 23, 26, 59, 68, 76, 87, 91, 139, 168, 171, 172, 176, 188, 243, 341, 388 e 521.
Per il resto, le stazioni ferroviarie meno lontane dal London Transport Museum sono quelle di Charing Cross e di Blackfriars.